# Ignasi Minguella
Ignasi Minguella (Tortosa, segle xvii – segle xviii) fou un polític i militar català.
Com a procurador primer de la ciutat de Tortosa fou comandant de la Coronela de Tortosa durant la Guerra de Successió Espanyola fins a la caiguda de la ciutat el 8 de juliol de 1708, que estava sent assetjada per les tropes de Felip d'Orleans des del 12 de juny.